# Epinion
Epinion er en dansk analyse- og rådgivningsvirksomhed, grundlagt i 1999. Virksomheden har hovedkontor i København og et kontor i Aarhus. Epinion beskæftiger sig med at levere data- og analysebaserede indsigter til både private og offentlige kunder. De kombinerer kvantitative data med kvalitative indsigter for at forstå menneskers holdninger, adfærd og behov

## Virksomhedsprofil
- Grundlagt: 2000
- Hovedkontor: København
- Antal ansatte: 135 ansatte i 2024
- Omsætning: 113,2 mio. kr. i 2024
- Administrerende direktør: Berit Hoelgaard Didriksen

## Internationale aktiviteter
Epinion har udvidet sin tilstedeværelse internationalt og har kontorer i Storbritannien, Vietnam og Island. Virksomheden har tidligere også haft aktiviteter i Sverige, Tyskland og Østrig.

## Mediedækning
Epinion optræder hyppigt i danske medier, især i forbindelse med politiske meningsmålinger og samfundsrelaterede analyser. Virksomheden er fast leverandør af politiske meningsmålinger til Danmarks Radio (DR) og Altinget.dk, især i dækningen af folketingsvalg, kommunalvalg og andre væsentlige politiske begivenheder.
Epinions analyser omfatter alt fra vælgerbevægelser og holdninger til politiske emner til større undersøgelser af tillid, velfærd, klima og unges trivsel m.m.

## References
1. ↑  epinionglobal.com
2. ↑  dr.dk (24. jan 2020). DR og Altinget går sammen om meningsmålinger: https://www.dr.dk/om-dr/nyheder/dr-og-altinget-gaar-sammen-om-meningsmaalinger